# مايكل أوميه
مايكل أوميه (بالإنجليزية: Michael Umeh) مواليد 18 سبتمبر 1984 في هيوستن، هو لاعب كرة سلة أمريكي. بدأ مسيرته الاحترافية في سنة 2007. يلعب مع فيرتوس بالاكانسترو بولونيا في الدوري الإيطالي لكرة السلة الدرجة الثانية. يبلغ طوله 6 قدم 2 بوصة (1.9 م). مثّل منتخب بلاده. شارك في دورة الألعاب الأولمبية الصيفية سنة 2016. حقق المركز الأول في بطولة أمم أفريقيا لكرة السلة 2015.

## المسيرة الاحترافية
لعب مع غيسن فورتي سيكسرز من سنة 2007 إلى 2009، ثم لعب مع منورقة لكرة السلة في الدوري الإسباني في موسم 2009–2010، ثم لعب مع سي بي مورسيا في موسم 2010–2011، ثم لعب مع بلد الوليد في الدوري الإسباني في سنة 2011، ثم لعب مع لوفين براونشفايغ في موسم 2011–2012، ثم لعب مع أكويلا باسكت ترينتو في الدوري الإيطالي في موسم 2012–2013، ثم لعب مع نيو باسكت برينديزي في سنة 2014، ثم لعب مع سكاليجيرا باسكت فيرونا في موسم 2014–2015.

## الميداليات
| الميدالية | المسابقة                          |
| --------- | --------------------------------- |
| ذهبية     | بطولة أمم أفريقيا لكرة السلة 2015 |
| برونزية   | بطولة أمم أفريقيا لكرة السلة 2011 |

## روابط خارجية
- مايكل أوميه على موقع الاتحاد الدولي لكرة السلة (الإنجليزية)
- مايكل أوميه على موقع الدوري الإسباني لكرة السلة (الإسبانية)
- مايكل أوميه على موقع كرة السلة الأوروبية.كوم (الإنجليزية)
- مايكل أوميه على موقع كلية كرة السلة في سبورتس رفرنس.كوم (الإنجليزية)
- مايكل أوميه على موقع ريلجم (الإنجليزية)
- مايكل أوميه على موقع بروبوليرز (الإنجليزية)
- مايكل أوميه على موقع سبورتس رفرنس (الإنجليزية)
- مايكل أوميه على موقع أوليمبيديا (الإنجليزية)